# Naso reticulatus

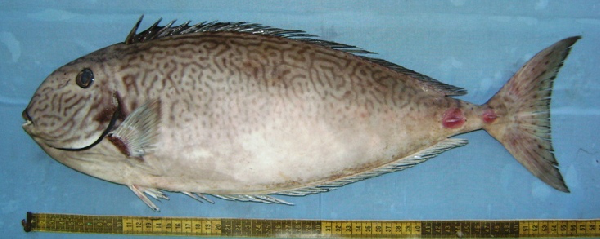
N. reticulatus, 57 cm, Karachi, Pakistán

El Naso reticulatus es una especie de pez unicornio del género Naso, encuadrado en la familia Acanthuridae. Es un pez marino del orden Perciformes, distribuido por aguas tropicales del océano Pacífico oeste.
Su nombre latino se debe al característico patrón de coloración reticular de la cabeza y la parte superior del cuerpo. Especie descrita en 2001, por medio de dos especímenes tipo, y un ejemplar recolectado en un mercado de pescado de Dumaguete, Filipinas. Se sabe poco sobre su biología, ciclo vital o población.

## Morfología
Se identifica por la ausencia de cuerno o protuberancia bulbosa en la frente, característica mayoritaria en el género, y, por su perfil convexo de la cabeza, con una suave angulosidad a la altura del ojo. Tiene el cuerpo alargado, fusiforme, comprimido lateralmente. Presenta una protuberante cresta redondeada en el espacio interorbital, también distintiva. La boca es terminal, pequeña, con 64 diminutos dientes serrados en la mandíbula superior, y 60 en la inferior.

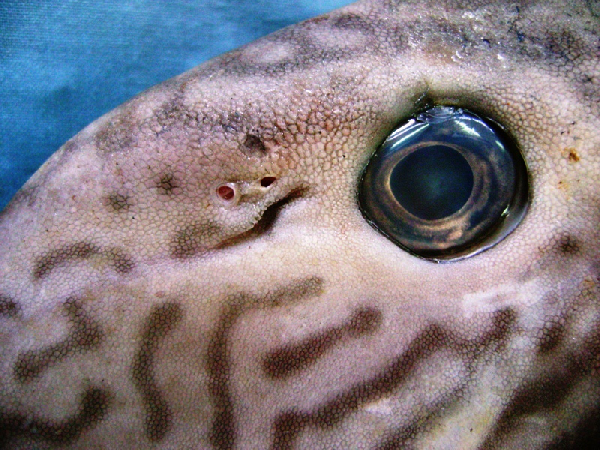
El ángulo del perfil, el espacio interorbital prominente y el patrón reticulado de la cabeza, le distinguen
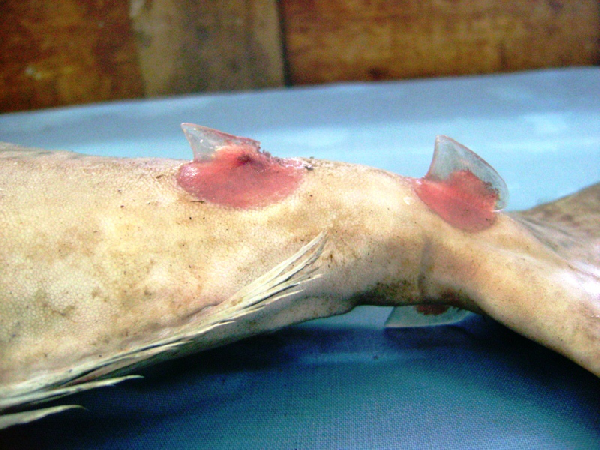
Vista lateral de las espinas del pedúnculo caudal
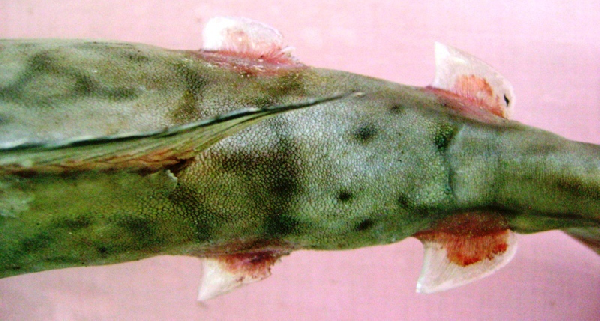
Vista dorsal de las cuatro quillas defensivas

El pedúnculo caudal está provisto de un par de placas, de color rojo, con espinas defensivas a cada lado. La aleta dorsal no es elevada, y su primera espina es más larga que el resto. La aleta caudal es emarginada.
De color marrón claro a oliváceo dorsalmente, con el vientre blancuzco, y los 3/5 superiores del cuerpo con una mezcla de líneas irregulares y puntos, de color marrón oscuro a negro. La cabeza está salpicada por un patrón reticular oscuro y tiene la membrana opercular negra. Las aletas medianas son de color marrón grisáceo oscuro, la anal con un margen blanco. La aleta caudal tiene líneas y puntos de color marrón oscuro a negro.
Tiene 5 espinas dorsales, 29 radios blandos dorsales, 2 espinas anales, 27 radios blandos anales y 21 vértebras.
Se le ha estipulado una talla máxima de 49 cm, aunque, con posterioridad, se reportan pruebas de ejemplares de 57 cm, como el de la imagen de la derecha.

## Hábitat y modo de vida
Es una especie asociada a arrecifes, se ha localizado a una profundidad de 15 m, y ocurre en aguas templadas y más profundas.

## Distribución
Se distribuye en el Pacífico oeste. Es especie nativa de Filipinas, Indonesia (Sumatra) y Taiwán.

## Reproducción
Son dioicos, de fertilización externa y desovadores pelágicos y bentónicos. No cuidan a sus crías.